# Carlos Strong
Carlos Jerry Strong (Portland, 20 novembre 1987) è un ex cestista statunitense con cittadinanza portoricana.